# DD Возничего
DD Возничего (лат. DD Aurigae) — одиночная переменная звезда в созвездии Возничего на расстоянии приблизительно 2863 световых лет (около 878 парсеков) от Солнца. Видимая звёздная величина звезды — от +14,8m до +13,5m.

## Характеристики
DD Возничего — красная пульсирующая медленная неправильная переменная звезда (LB) спектрального класса M6. Эффективная температура — около 3297 К.